# Fenyőfalvi erődtemplom
A fenyőfalvi erődtemplom műemlékké nyilvánított épület Romániában, Szeben megyében. A romániai műemlékek jegyzékében az SB-II-a-B-12338 sorszámon szerepel.